# Acinocheirodon
Acinocheirodon is een monotypisch geslacht van straalvinnige vissen uit de familie van de karperzalmen (Characidae).

## Soort
- Acinocheirodon melanogramma Malabarba & Weitzman, 1999